# Eisstadion am Kobelhang
Das Eisstadion am Kobelhang (kurz: Kobelstadion) war das ehemalige Stadion des Eishockeyvereins EV Füssen. Es wurde am 26. Oktober 1949 mit einem Freundschaftsspiel des EV Füssen gegen den VfL Bad Nauheim eröffnet. Zuvor hatte an gleicher Stelle ein Natureisstadion gestanden. Das Stadion war vereinseigen. Der Bau des Stadions wurde durch Geld- und Sachspenden der Bevölkerung unterstützt. Dennoch wurde zwei Jahre nach der Eröffnung bekannt, dass sich der Verein finanziell mit diesem Neubau übernommen hatte.
Zu Beginn passten etwa 16.000 Zuschauer in das Kobelstadion. 1963 bekam das Stadion ein Dach. Die Kapazität betrug dann noch 7000 Zuschauer. Das Kunsteisstadion wurde 1973 mit der Eröffnung des Bundesleistungszentrum für Eishockey (BLZ) erweitert und bot fortan optimale Bedingungen für den Eishockeysport.
1983 stürzte der 16-fache Deutsche Meister EV Füssen in die Zweitklassigkeit. Der Verein spielte ab dieser Zeit immer öfter im benachbarten BLZ. Im Jahre 1988 wurde das Kobelstadion abgerissen. Zwei Jahre später wurde die neue BLZ-Arena an gleicher Stelle eröffnet.
Koordinaten: 47° 34′ 0,6″ N, 10° 41′ 19,8″ O